# Публий Сульпиций Гальба Максим
Пу́блий Сульпи́ций Га́льба Ма́ксим (лат. Publius Sulpicius Galba Maximus; умер после 192 года до н. э.) — древнеримский военачальник и государственный деятель из патрицианского рода Сульпициев, консул 211 и 200 годов до н. э. В первый раз стал консулом во время Второй Пунической войны, не имея за плечами других курульных магистратур, и возглавил римские армию и флот в войне с Македонией. Он довольно успешно действовал в Пелопоннесе и в бассейне Эгейского моря, опираясь на союз с этолийцами и Пергамом (210—208 годы до н. э.). Вернулся в Италию в 205 году. В 203 году занимал должность диктатора.
Когда возникла угроза новой войны с Македонией, Публий Сульпиций опять был избран консулом и отправился с армией на Балканы (200 год до н. э.). Здесь он создал антимакедонскую коалицию, куда вошли Этолийский союз, Пергам и Родос. В 199 году до н. э. Гальба Максим вторгся в Западную Македонию, но дело ограничилось только успехами местного значения. В том же году он сдал командование своему преемнику.
В последующие годы Публий Сульпиций осуществлял ряд миссий на Востоке: был легатом в армии Тита Квинкция Фламинина (197 год до н. э.), участвовал в заключении мирного договора с Македонией (196 год), в переговорах с Антиохом III (196 и 193 годы). В последний раз он упоминается в источниках в связи с событиями 192 года до н. э.

## Биография

### Происхождение
Публий Сульпиций принадлежал к знатному патрицианскому роду Сульпициев, происходившему, возможно, из Камерина. Первый Сульпиций из упоминающихся в источниках был консулом в 500 году до н. э., и в дальнейшем представители этого рода регулярно занимали высшие должности. Капитолийские фасты называют преномены отца и деда Публия Сульпиция — Сервий и Публий соответственно. Существует предположение, что Публий-старший — это Публий Сульпиций Саверрион, консул 279 года до н. э., командовавший в неудачной для Рима битве с Пирром при Аускуле. О Сервии Сульпиции ничего не известно. Он жил во времена Первой Пунической войны и, судя по тому, что оба его сына носили когномен Гальба (Galba), первым получил это прозвище, которое передал потомкам.
О происхождении когномена нет точной информации. Светоний перечисляет четыре версии, связанных с похожими по звучании словами:

Одни думают, что… родоначальник после долгой и тщетной осады какого-то испанского города поджёг его, наконец, факелами, обмазанными гальбаном; другие — что при затяжной болезни он постоянно носил гальбей, то есть лекарство, завёрнутое в шерсть; третьи — что он был очень толст, что по-галльски называется «гальба»; или, наоборот, что он был худой, как те насекомые, что заводятся в горном дубе и называются «гальбами».
— Гай Светоний Транквилл. Жизнь двенадцати цезарей. Гальба, 3, 1.
Ни одну из этих версий в историографии не считают правдоподобной. Сульпиции Гальбы уже во время Второй Пунической войны стали наиболее выдающейся ветвью рода — как по политическому весу, так и по богатству.
Братом Публия Сульпиция был Сервий Сульпиций Гальба, курульный эдил в 209 году до н. э.

### Начало карьеры
Первое упоминание Публия Сульпиция в источниках относится к 212 году до н. э., когда он, не занимая до этого какие-либо курульные должности, был избран консулом совместно с плебеем Гнеем Фульвием Центумалом. Этими выборами руководил один из консулов 212 года Квинт Фульвий Флакк, женатый на представительнице рода Сульпициев. Именно этому свойству Гальба Максим мог быть обязан своим избранием. О его возрасте на тот момент ничего не известно. В связи с событиями 193 года до н. э. Тит Ливий называет Публия Сульпиция «самым старшим годами из всех легатов»; в связи с этим существует гипотеза, что уже к 212 году Гальба Максим был не слишком молод и оставался без должностей не из-за возраста, а из-за противодействия политических оппонентов.
В начале 211 года до н. э. сенат приказал новым консулам оставаться в Апулии для противодействия Ганнибалу. После взятия Капуи ситуация в Италии заметно улучшилась, и поэтому было решено, что один из консулов отправится на балканский театр военных действий. По жребию это выпало Гальбе Максиму, полномочия которого в дальнейшем продлевались пять раз подряд (до 206 года до н. э.).

### Первая Македонская война
Весной 210 года до н. э., уже в качестве проконсула, Публий Сульпиций сменил пропретора Марка Валерия Левина на посту командующего армией на Балканах. К тому времени здесь уже пять лет шла война против царя Македонии Филиппа V. Союзниками Рима были этолийцы, Пергам, Спарта, Элида и Мессена. Поскольку именно на них лежала основная тяжесть войны, а Левин одержал ряд побед, сенат предоставил Публию Сульпицию довольно скромные силы — всего один легион. Тем не менее проконсул в том же году вошёл во главе эскадры в Эгейское море; это было первое появление римских воинских контингентов в Эгеиде. Гальба атаковал Филиппа, осаждавшего город Эхин во Фтиотиде, но был отбит, так что эхинянам пришлось вскоре сдаться. Публий Сульпиций же высадился на острове Эгина и без особого труда занял его. Сначала он хотел продать всех местных жителей в рабство, но потом поддался на их уговоры и позволил им отправить послов в «родственные города» за выкупом.
В начале следующей военной кампании Гальба Максим находился со своим флотом в Навпакте в Этолии. Он отправил в помощь этолийцам тысячу моряков, которые приняли участие в двух неудачных для союзников битвах при Ламии. Дальнейшие боевые действия развернулись в Пелопоннесе. Римляне высадились между Коринфом и Сикионом, разграбили местность, но были оттеснены Филиппом к кораблям и вернулись в Навпакт. Царь вторгся в Элиду и соединился с ахейцами. Тогда Гальба высадил в Элиде 4 тысячи воинов, которые незаметно для противника вошли в одноимённый город. Пойдя на приступ, македоняне внезапно столкнулись с римлянами и были разбиты. Филипп уже на следующий день узнал о смуте в Македонии и спешно уехал туда, а Гальба отплыл к Эгине и там, соединившись с флотом Аттала Пергамского, остался на зиму.
Весной 208 года до н. э. Гальба и Аттал во главе объединённого флота из 60 судов проследовали от Эгины до Лемноса и обратно, чтобы показать, что они господствуют на море. Затем союзники посетили этолийское народное собрание в Гераклее Трахинской и осадили город Орей на Эвбее. Командир местного македонского гарнизона сдал город. Надеясь на столь же лёгкий успех, Публий Сульпиций подступил к Халкиде, которая была одним из главных македонских форпостов в Греции, но здесь ничего не достиг. В это самое время Атталу пришлось вернуться в своё царство из-за вторжения вифинцев. Гальбе Максиму оставалось только снова отправиться на Эгину, где он провёл 207 и 206 годы до н. э. Военные действия практически не велись, поскольку Публий Сульпиций не получал помощи ни из Италии, ни от греков, измученных затянувшимся конфликтом. Наконец, в 205 году до н. э. его сменил новый проконсул, Публий Семпроний Тудитан, вскоре заключивший мир с Македонией.
Когда Публий Сульпиций вернулся в Италию, здесь всё ещё шла война с Карфагеном. Об участии в ней Гальбы Максима источники ничего не сообщают. Известно только, что в 203 году до н. э. Гальба был назначен диктатором для проведения консульских выборов. При этом назначил его консул Гай Сервилий Гемин; начальником конницы стал брат последнего, Марк Сервилий Пулекс Гемин, и он же оказался одним из победителей по результатам голосования.

### Вторая Македонская война
В год начала новой войны с царём Филиппом (200 до н. э.) Публий Сульпиций во второй раз стал консулом и опять получил Македонию в качестве провинции по результатам жеребьёвки. Народное собрание, не желавшее начала нового масштабного конфликта, проголосовало против объявления войны, но Гальба Максим смог убедить плебс в необходимости этой меры. В связи с этими событиями в историографии существует гипотеза, что Публий Сульпиций и Марк Валерий Левин возглавляли одну из политических группировок, выступавшую за активную внешнюю политику и прямые территориальные захваты в Восточном Средиземноморье. Этой группировке противостояла «партия» Сципиона Африканского, считавшая более оптимальной внешнеполитической стратегией создание системы зависимых от Рима государств путём поддержки более слабых против более сильных.
Консул сформировал новую армию, в которую набирал в том числе ветеранов Сципиона, вернувшихся из Африки. Предполагалось, что на Балканы отправятся только добровольцы, но последующие события показали, что рекрутов брали насильно. Под командованием Гальбы Максима оказались два римских легиона, соответствующий по численности контингент италийских союзников, тысяча нумидийских кавалеристов и боевые слоны (впервые в истории Рима). Этих сил было явно недостаточно для полного разгрома Македонии, и Т. Моммзен увидел в этом проявление «недальновидной и бестолковой» политики народного собрания. С точки зрения К. Нича дело здесь было в крайнем истощении сил Римской республики после Ганнибаловой войны.
Переправа римской армии из Брундизия в Диррахий состоялась весной 200 года до н. э. По просьбе афинян Публий Сульпиций направил к ним легата Гая Клавдия Центона с тысячей воинов на 20 кораблях. Центон взял и разрушил Халкиду и помог афинянам отбить нападение царской армии. Ещё один легат, Луций Апустий Фуллон, разграбил западное побережье Македонии. Сам консул долгое время ничего не предпринимал. Зонара объясняет это болезнью. Историки предполагают, что это была традиционная для Рима тактика выжидания и изучения обстановки; Публий Сульпиций работал над созданием коалиции, которая атаковала бы Македонию со всех сторон. В римский лагерь приехали для заключения союза цари иллирийцев, афаманов, дарданов; начались переговоры с этолийцами, Пергамом и Родосом. В конце года Гальба Максим разместил армию на зимних квартирах в окрестностях Аполлонии.
В 199 году до н. э. Публия Сульпиция должен был сменить один из новых консулов — Публий Виллий Таппул. Но последний задерживался в Италии, так что Гальба Максим двинулся в Македонию со всей армией. Он выбрал тот путь, по которому позже была проложена Эгнатиева дорога, — через земли дассаретов, севернее Охридского озера, в Линкестиду. Ливий рассказывает о взятии без боя ряда городов и об удачных для римлян боях с армией Филиппа. В одной схватке царь даже чуть было не погиб. Тем не менее Публий Сульпиций вскоре отступил из западных областей Македонии обратно к Аполлонии, где сдал командование Таппулу; это говорит о том, что стратегические победы одержаны не были.
Во время решающей кампании Второй Македонской войны, в 197 году до н. э., Публий Сульпиций, как и его преемник Публий Виллий, был легатом в армии Тита Квинкция Фламинина. В этом качестве он принял участие в битве при Киноскефалах и вошёл в состав комиссии, разработавшей условия мирного договора с Филиппом. Согласно этому миру владения царя были ограничены до пределов собственно Македонии, а все греки получили свободу.

### Поздние годы
По окончании Второй Македонской войны Публий Сульпиций продолжал играть важную роль в восточной политике Рима. В 196 году до н. э. он вёл переговоры с Антиохом III в Лисимахии.
В 193 году до н. э. он вместе с другими участниками комиссии, заключившей ранее мир с Филиппом, выслушал послов Антиоха, добивавшихся заключения союза. Будучи самым старшим из легатов, Гальба Максим поддержал требование Фламинина, чтобы царь не вмешивался в европейские дела. Антиох, воевавший в это время в Малой Азии, дал уклончивый ответ, и Публия Сульпиция вместе с Публием Виллием Таппулом и Публием Элием Петом направили к нему в качестве послов. Сначала римляне посетили пергамского царя Эвмена; Гальба Максим задержался в Пергаме из-за болезни, но нагнал своих коллег в Эфесе. Здесь прошли переговоры с представлявшим царя Минионом, и стало ясно, что война неизбежна.
Публий Сульпиций вернулся в Рим в 192 году до н. э. Больше он не упоминается в источниках. Историки предполагают, что к тому времени он достиг уже преклонного возраста, так что, видимо, умер вскоре после выполнения этой дипломатической миссии.

## Потомки
Предположительно сыновьями Публия Сульпиция были Гай Сульпиций Гальба, избранный понтификом в 202 году до н. э. и умерший уже в 199 году, и Сервий Сульпиций Гальба, один из преторов 187 года. Отдалённым потомком Гальбы Максима по непрерывной мужской линии был Сервий Сульпиций Гальба, правивший Римской империей в 68 — 69 годах н. э.

## Память
Один из потомков Публия Сульпиция, Сервий Сульпиций Гальба, занимавший должность монетария в 54 году до н. э., отчеканил монету с изображением взятия Эгины в 210 году до н. э.